# Lista de classificações por época do CD Mafra
Esta é uma lista das classificações, possíveis de documentar, do Clube Desportivo de Mafra nos vários campeonatos e provas que tem disputado - campeonatos distritais, nacionais e profissionais; e nas Taças de Portugal e da Liga. Ao todo, o clube contabiliza dois títulos nacionais (um do quarto escalão e outro do terceiro escalão), um título de campeão nacional e outro de vencedor da Taça distrital. Nos campeonatos profissionais contabiliza apenas uma temporada até à data (2015/2016).

## Classificações por época
Referências gerais:
| Época     | Nível | Divisão                         | Classificação                    | Taça de Portugal[carece de fontes?] | Taça da Liga[carece de fontes?] |
| --------- | ----- | ------------------------------- | -------------------------------- | ----------------------------------- | ------------------------------- |
| 1991/1992 | 5     | 1ª Divisão AF Lisboa            | 1º                               | Não elegível                        | Não existia a competição        |
| 1992/1993 | 4     | Terceira Divisão                | 10º (série E)                    | 3E                                  | Não existia a competição        |
| 1993/1994 | 4     | Terceira Divisão                | 10º (série E)                    | 3E                                  | Não existia a competição        |
| 1994/1995 | 4     | Terceira Divisão                | 1º (série D)                     | 1E                                  | Não existia a competição        |
| 1995/1996 | 3     | Segunda Divisão B               | 18º (zona Centro)                | 2E                                  | Não existia a competição        |
| 1996/1997 | 4     | Terceira Divisão                | 15º (série E)                    | 1E                                  | Não existia a competição        |
| 1997/1998 | 5     | Divisão de Honra AF Lisboa      | 2º                               | Não elegível*                       | Não existia a competição        |
| 1998/1999 | 4     | Terceira Divisão                | 11º (série E)                    | 2E                                  | Não existia a competição        |
| 1999/2000 | 4     | Terceira Divisão                | 11º (série E)                    | 2E                                  | Não existia a competição        |
| 2000/2001 | 4     | Terceira Divisão                | 3º (série E)                     | 3E                                  | Não existia a competição        |
| 2001/2002 | 4     | Terceira Divisão                | 1º (série E)                     | 2E                                  | Não existia a competição        |
| 2002/2003 | 3     | Segunda Divisão B               | 2º                               | 2E                                  | Não existia a competição        |
| 2003/2004 | 3     | Segunda Divisão B               | 8º (zona Sul)                    | 3E                                  | Não existia a competição        |
| 2004/2005 | 3     | Segunda Divisão B               | 2º (zona Centro)                 | 2E                                  | Não existia a competição        |
| 2005/2006 | 3     | Segunda Divisão                 | 7º (série D)                     | 2E                                  | Não existia a competição        |
| 2006/2007 | 3     | Segunda Divisão                 | 5º (série D)                     | 5E                                  | Não existia a competição        |
| 2007/2008 | 3     | Segunda Divisão                 | 6º (2ª fase de Subida, série D)  | 2E                                  | Não elegível                    |
| 2008/2009 | 3     | Segunda Divisão                 | 2º (2ª fase de Descida, série D) | 2E                                  | Não elegível                    |
| 2009/2010 | 3     | Segunda Divisão                 | 5º (zona Centro)                 | 1/8                                 | Não elegível                    |
| 2010/2011 | 3     | Segunda Divisão                 | 2º (zona Sul)                    | 3E                                  | Não elegível                    |
| 2011/2012 | 3     | Segunda Divisão                 | 6º (zona Sul)                    | 2E                                  | Não elegível                    |
| 2012/2013 | 3     | Segunda Divisão                 | 2º (zona Sul)                    | 1E                                  | Não elegível                    |
| 2013/2014 | 3     | Campeonato Nacional de Seniores | 1º (6º na fase subida)           | 3E                                  | Não elegível                    |
| 2014/2015 | 3     | Campeonato Nacional de Seniores | 1º (1º na fase subida e campeão) | 2E                                  | Não elegível                    |
| 2015/2016 | 2     | Segunda Liga                    | 21º                              | 2E                                  | 1E                              |

Legenda
| Cor/Efeito      |
| --------------- |
| Promoção        |
| Despromoção     |
| Nível distrital |
| Quarto nível    |
| Terceiro nível  |
| Segundo nível   |

* Vencedor da taça distrital - Taça da Associação de Futebol de Lisboa.
** Época em curso.

### Total
- 0 temporadas no primeiro nível
- 1 temporada no segundo nível
- 14 temporadas no terceiro nível
- 8 temporadas no quarto nível
- 2 temporadas no quinto nível (distrital)
- 23 temporadas na Taça de Portugal
- 1 temporada na Taça da Liga